# اکالیفای کالیفرنیایی
آکالیفا کالیفرنیا (نام علمی: Acalypha californica) نام یک گونه از سرده اکالیفا است.